# Visolotto
Visolotto – szczyt w Alpach Kotyjskich, części Alp Zachodnich. Leży w północno-zachodnich Włoszech w regionie Piemont, blisko granicy z Francją. Góra ma trzy wierzchołki: zachodni - Picco Lanino (3348 m), centralny - Picco Coolidge (3340 m) i wschodni - Picco Montaldo (3344 m). Szczyt można zdobyć drogami ze schronisk: Bivacco Carlo Villata (2680 m), Rifugio Viso (2460 m) oraz Rifugio Vallanta (2450 m). Najbliżej położona miejscowość to Paesana. Leży na północ od Monte Viso.
Pierwszego wejścia dokonali Felice Montaldo, Antonio Castagneri i Francesco Perotti 4 września 1875 r.